# Български говори в Съветския съюз
Днешните българи в пределите на Съветския съюз са потомци на българи, преселили се в Руската империя в продължение на век – от средата на XVIII до средата на XIX в. Първите не особено големи преселвания са станали през 1752 г. След това с по-малки или по-големи прекъсвания следват редица масови преселвания. Така през 1773 г. около 400 семейства от Силистренско, a през 1790 г. около 500 семейства от Североизточна България се преселват в Херсонска губерния. Най-силно е преселническото движение около 1801—1812 г., когато големи маси българи от Североизточна и Югоизточна България се заселват в Бесарабия и Русия. Последните големи преселвания стават през 1830—1837 г. Например през април 1830 г. се преселват в Бесарабия 1661 семейства от Ямбол и околните села, 734 семейства от Сливен и 234 семейства от Сливенско и Одринско. След откъсването на Бесарабия от Русия и присъединяването ѝ към Молдова, което става след Кримската война, част от българите в Бесарабия отиват в Бердянски уезд на Таврическа губерния по брега на Азовско море, т.е. Приазовието. През 1861—1862 г. в Мелитополски уезд на Таврическа губерния се преселват българи от Видинско. Така през шестдесетте години на миналия век в трите губернии – Бесарабска, Таврическа и Херсопска – броят на българите става около 100 000. През 1915 г. по сведения на проф. Н. С. Державин в Бесарабия е имало 65 чисто български селища, в Таврия (Приазовието) – 45, a в Херсонска губерния – 7 с общ брой население около 200 000 души, като в тяхното число не влизат ония селища, в които българското население е само една част. Днешният брой на българите в пределите на Съветския съюз не е известен, но се допуща, че те са над 300 000 души.
В диалектно отношение българските говори в пределите на Съветския съюз представят голям интерес, защото българското население живее на групи, колонии, запазило своето етническо и диалектно единство. Тия българи не са случайно обединена маса емигранти из области с разни диалекти, a отделни цялости със свой единен диалект. Това обстоятелство дава право да се говори за отделни български диалекти в Съветския съюз. Тия диалекти обаче не се различават съществено от диалектите в България, a споделят най-съществените им черти.
По езиковите особености на българските говори в Съветския съюз, на първо място по ятовия изговор, по гласните, заместници на стб. ѫ, ъ, ь, по редукцията на неударените гласни, по члена за мъжки род и пр., ясно личи, че грамадното мнозинство от тези колонисти произхожда от областта на източните български говори, и то по-специално от Сливенско, Търновско, Шуменско, Одринско и пр., a само много малка, незначителна част е от областта на западните говори – от Видинско и Ломско.
Българските говори в Съветския съюз са изучени добре. За тях дори излезе специален диалектен (лингвистичен) атлас – „Атлас болгарских говоров в СССР“ (М., 1958), съставен от проф. С. Б. Бернщейн, Е. В. Чешко и Е. И. Зеленина. Както изтъкват съставителите на атласа в специална статия – „Групировка болгарских говоров Советского Союза“, поместена в приложението към атласа (Атлас болгарских говоров в СССР. Вступительные статьи, комментарии к картам. М., 1958, 32—41), – съставена въз основа на целия събран материал, a не само въз основа на дадения на картите, в Съветския съюз се срещат всички по-важни източнобългарски диалекти. Те могат да се разпределят на 6 групи: 1) мизийски говори с о-членна форма за мъжки род един. число (чушмелийски тип), 2) мизийски говори с ъ-членна форма (чийшийски тип), 3) олшански говори, 4) балкански говори, 5) тракийски говори и 6) източнородопски говори. Западните говори са само два. Единият – видински, е добре запазен и се среща в с. Терновка, a другият – шопски – е на изчезване и се среща в с. Шоп Тараклия.
Североизточните говори са три типа: чушмелийски, чийшийски и олшански. Те се очертават ясно и се характеризират с полупрегласен ятов изговор (б’ал—бèли), с ерова гласна при съществителните от женски род и при глаголното окончание за 1 л. ед. ч. сег. време (удъ̀, перъ̀). Чушмелийският и олшанският тип имат общи черти, на първо място, о-членна форма за мъжки род ед. число, и според съставителите на атласа не са коренни североизточни говори. Единствен коренен североизточен говор следователно остава чийшийският с членна форма -ъ за мъжки род ед. число.
Балканските говори ca от подбалкански тип с полупрегласен ятов изговор (б’ал—бèли) и с гласна a при съществителните имена от женски род и при глаголите в 1 л. ед. ч. сег. време (главà, читà). Тия говори са два вида: с о-членна форма и с ъ-членна форма. Първите от тях са „необикновено разнородни по своя състав и нямат каквото и да е вътрешно единство“. Te ca нови, смесени говори.
И тракийските говори не представят пълно единство. Те се характеризират с членна форма за мъжки род -o, a по ятовия си изговор се делят на две подгрупи: одеска с прегласен якав ятов изговор (б’ал—б’àли) и с частица за бъдеще време к’e и измаилска с ненапълно прегласен ятов изговор (б’ал—бèли) и с частица за бъдеще време же, ше.
Източнородопският говор е един с член -ъ и с ерова гласна при съществителните от женски род и глаголите в 1 л. ед. ч. сег. време (кузъ̀, спъ̀).